# 19982 Barbaradoore
19982 Barbaradoore este un asteroid din centura principală, descoperit pe 22 ianuarie 1990, de Eleanor Helin.